# Gesonia binotata
Gesonia binotata là một loài bướm đêm trong họ Noctuidae.